# Amilenus
Amilenus is een geslacht van hooiwagens uit de familie Phalangiidae (Echte hooiwagens).
De wetenschappelijke naam Amilenus is voor het eerst geldig gepubliceerd door Martens in 1969. 

## Soorten
Amilenus is monotypisch en omvat slechts de volgende soort:
- Amilenus aurantiacus